# Кръгоплетен паяк
Кръгоплетните паяци (Araniella cucurbitina) са вид паякообразни от семейство Кръгоплетни паяци (Araneidae).
Таксонът е описан за пръв път от Карл Александър Клерк през 1757 година.